# Кратерне нагір'я

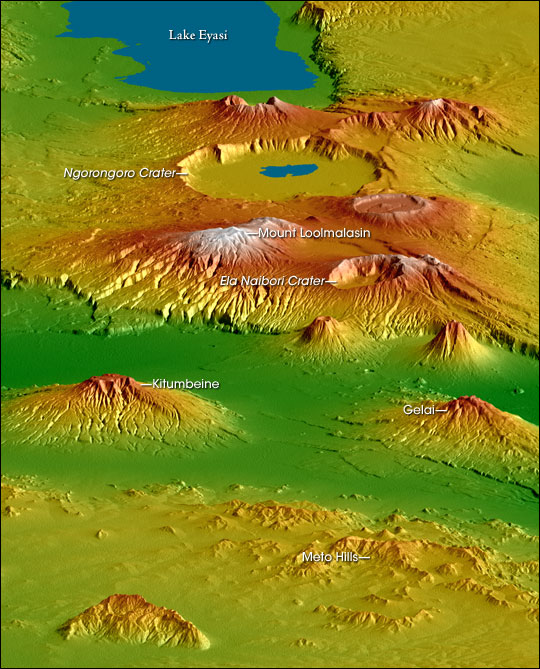
Топографічна карта Кратерного нагір'я (вид з півночі на південний захід)

Кратерне нагір'я або Вулканічне нагір'я Нґоронґоро (суах. Milima kasoko ya Ngorongoro) — геологічно молоде вулканічне нагір'я, розташоване на півночі Танзанії, в регіоні Аруша та на півночі регіону Маньяра.
Кратерне нагір'я складається з кількох великих вулканічних комплексів, зокрема з базальт-трахібазальт-трахіандезитових вулканів Лемагарут (віком 2,4-2,2 млн років) і Нґоронґоро (віком 2,25-2 млн років; Нґоронґоро також містить трахіт) та з базальт-трахіандезитового вулкану Олдеані (віком 1,6-1,5 млн років). Крім того, на Кратерному нагір'ї знаходяться одні з найважливіших палеоантропологічних пам'яток світу.

## Геологія
Кратерне нагір'я розташоване в межах Східно-Африканського рифту, на межі двох тектонічних плит — Африканської та Сомалійської, внаслідок чого тут сформувалися характерні вражаючі форми рельєфу.
Як це зазвичай буває у зонах спредингу, вулкани Кратерного нагір'я утворилися внаслідок підйому магми, яка досягла земної поверхні у цій точці та утворила вулканічні конуси. В результаті вулканічної активності конуси вибухнули або зруйнувалися, коли магматичні комори під ними спорожніли, утворивши кальдери. Крім того, руйнуванню вулканічних конусів та формуванню кальдер також сприяв триваючий рифтогенез.

## Географія

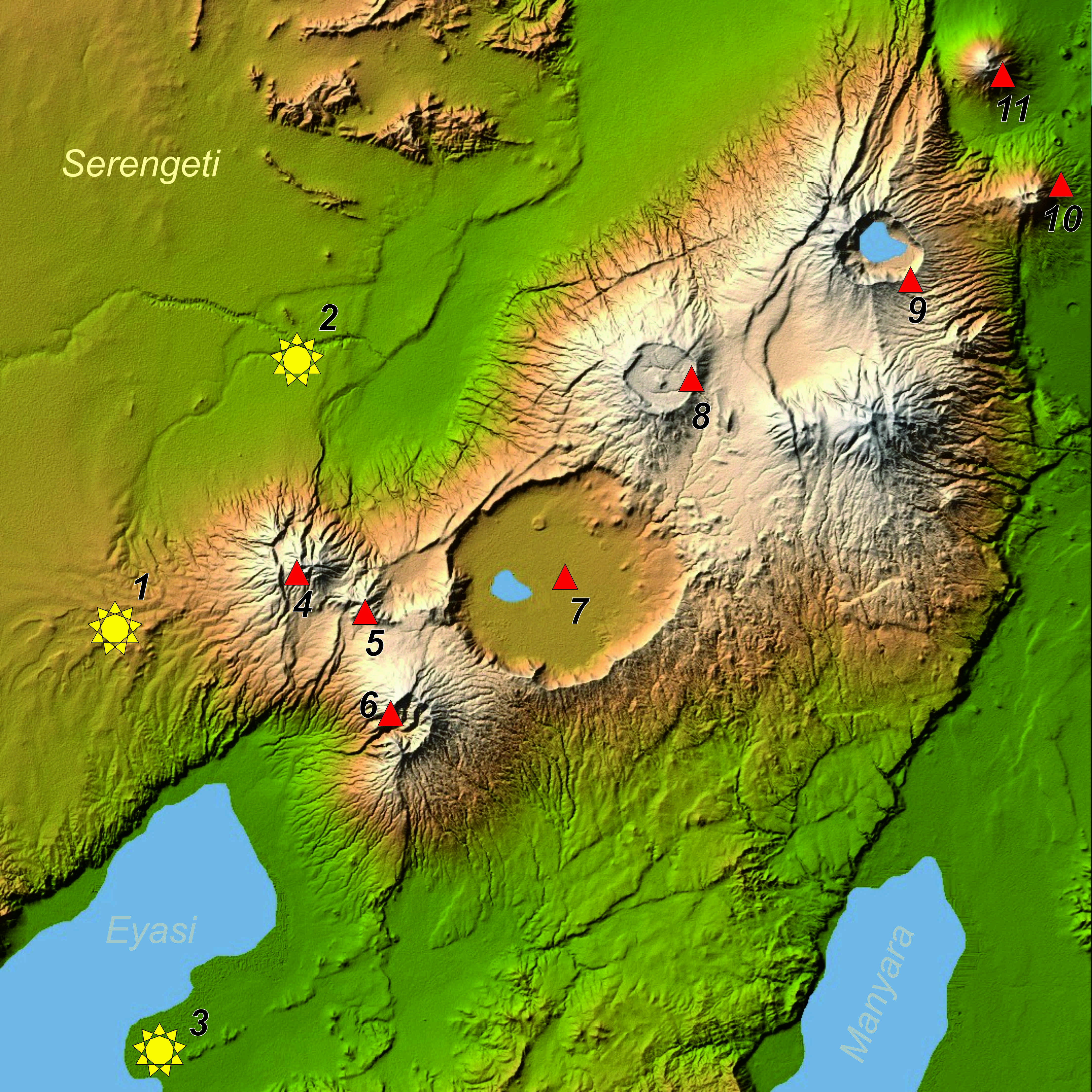
Палеоантропологічні пам'ятки: 1: Лаетолі (Australopithecus sp., Paranthropus aethiopicus) 2: Olduvai (Paranthropus boisei, Homo habilis) 3: Еясі (Homo sapiens)
Вулкани: 4: Садіман 5: Лемагрут 6: Олдеані 7: Нґоронґоро 8: Олмоті 9: Емпакаай 10: Керімасі 11: Ол-Доїньйо-Ленгаї

Кратерне нагір'я простягається між рівнинами Серенгеті на північному заході, озером Натрон на півночі, озером Маньяра на півдні та озером Еясі на південному сході. До його складу входять такі географічні об'єкти:
- Кратер Емпакаай[en]
- Кратер Олмоті[en]
- Вулкан Гелай[en]
- Вулкан Кітумбейне[en]
- Озеро Еясі
- Пагорби Мето
- Гора Лулмаласін[en]
- Кратер Нґоронґоро
- Гора Лемагрут
- Вулкан Садіман[en]
- Вулкан Керімасі[en]
- Гора Олдеані
- Вулкан Ол-Доїньйо-Ленгаї

## Екологія
На східних і південних схилах Кратерного нагір'я випадає достатньо опадів, щоб підтримувати вологі тропічні ліси, межі яких знаходиться на висоті між 1500 та 2100 м над рівнем моря. На нижчих висотах поширені рідколісся, савани та чагарникові степи, а на більших висотах — гірські трав'янисті луки, подібні до тих, що зустрічаються на Кіліманджаро на висоті понад 3300 м над рівнем моря. В кальдері Нґоронґоро розташований однойменний біосферний заповідник, відомий багатою фауною великих ссавців. Західніше Нґоронґоро  розташована ущелина Олдувай, яка стала всесвітньо відомою завдяки знахідкам решток австралопітеків — предків сучасних людей.